# Piecepack
Piecepack es un sistema de juego licenciado como dominio público que se puede utilizar para jugar a una amplia variedad de juegos de mesa,  de la misma manera que una baraja de cartas estándar se puede utilizar para jugar miles de juegos de cartas ("Un sistema de juego es un conjunto de componentes que funcionan juntos en múltiples juegos"  ). Piecepack ha sido utilizado por docenas de diseñadores de juegos diferentes para crear más de 225 juegos de mesa diferentes y está disponible en muchos fabricantes diferentes. Fue creado por James Kyle en 2001. 
El sistema consta de 24 fichas, 24 monedas, 4 peones y 4 dados.   Las piezas a veces se utilizan junto con otros componentes, incluidos dominó o naipes. 
Piecepack es uno de los sistemas de juego base incluidos en Tabletop Simulator  y también está disponible como módulo para Vassal Engine . 
El sistema se ha utilizado para la creación de prototipos de otros juegos, incluida la creación de prototipos de videojuegos . 

## Elementos del sistema

### Palos
Imitando las barajas de cartas, Piecepack tiene palos.
|                                           |
| Símbolo del palo de armas, en color azul. |

|                                                 |
| Símbolo del palo de coronas, en color amarillo. |

|                                           |
| Símbolo del palo de soles, en color rojo. |

|                                            |
| Símbolo del palo de lunas, en color negro. |

### Monedas
Hay 6 monedas por cada palo, con un total de 24 monedas. Donde el símbolo del AS (que es la espiral y no el palo) en algunos juegos es el valor 1 y el vacío (sin nada en parte e la cara) el 0, el resto del 2 al 5, todas en color negro. Todas las monedas son comparten el mismo diseño por el lado de la cara y por la cruz es cada palo de Piecepack.
Además las monedas tienen una marca vertical (en el norte o la posición 12 horas) en la cara que ayuda a orientar las monedas cuando son usadas en algunos juegos.
Y por la cruz también tiene una marca vertical (en el sur o la posición 6 horas) también.
El tamaño de las monedas debe ser un cuarto de las losetas, porque en algunos juegos se colocan como si fueran fichas dentro de las cuadrículas de la losetas.
|                    |
| Moneda cara vacío. |

|                 |
| Moneda cara As. |

|                |
| Moneda cara 2. |

|                |
| Moneda cara 3. |

|                |
| Moneda cara 4. |

|                |
| Moneda cara 5. |

|                                                     |
| Moneda cruz palo de armas (son 6 monedas en total). |

|                                                       |
| Moneda cruz palo de coronas (son 6 monedas en total). |

|                                                     |
| Moneda cruz palo de soles (son 6 monedas en total). |

|                                                     |
| Moneda cruz palo de lunas (son 6 monedas en total). |

### Losetas
Hay 6 losetas por cada palo, haciendo un total de 24 losetas. Todas por la parte trasera tiene un dibujo de una cuadrícula de 2x2 que es usada en muchos juegos juntas formando un tablero cuadriculado y por el frontal van del valor vacío (0), as (1), al ya con número 2 hasta el 5, cada conjunto de los 4 palos dispones. El color de los números es el de cada palo, azul para armas, amarillo para coronas, negro para lunas y rojo para soles.
|                           |
| Loseta trasera Piecepack. |

|                                                 |
| Loseta frontal palo de Armas, vacío. Piecepack. |

|                                              |
| Loseta frontal palo de Armas, As. Piecepack. |

|                                             |
| Loseta frontal palo de Armas, 2. Piecepack. |

|                                             |
| Loseta frontal palo de Armas, 3. Piecepack. |

|                                             |
| Loseta frontal palo de Armas, 4. Piecepack. |

|                                             |
| Loseta frontal palo de Armas, 5. Piecepack. |

|                                                   |
| Loseta frontal palo de Coronas, vacío. Piecepack. |

|                                                |
| Loseta frontal palo de Coronas, As. Piecepack. |

|                                               |
| Loseta frontal palo de Coronas, 2. Piecepack. |

|                                               |
| Loseta frontal palo de Coronas, 3. Piecepack. |

|                                               |
| Loseta frontal palo de Coronas, 4. Piecepack. |

|                                               |
| Loseta frontal palo de Coronas, 5. Piecepack. |

|                                                 |
| Loseta frontal palo de Soles, vacío. Piecepack. |

|                                              |
| Loseta frontal palo de Soles, As. Piecepack. |

|                                             |
| Loseta frontal palo de Soles, 2. Piecepack. |

|                                             |
| Loseta frontal palo de Soles, 3. Piecepack. |

|                                             |
| Loseta frontal palo de Soles, 4. Piecepack. |

|                                             |
| Loseta frontal palo de Soles, 5. Piecepack. |

|                                                 |
| Loseta frontal palo de Lunas, vacío. Piecepack. |

|                                              |
| Loseta frontal palo de Lunas, As. Piecepack. |

|                                             |
| Loseta frontal palo de Lunas, 2. Piecepack. |

|                                             |
| Loseta frontal palo de Lunas, 3. Piecepack. |

|                                             |
| Loseta frontal palo de Lunas, 4. Piecepack. |

|                                             |
| Loseta frontal palo de Lunas, 5. Piecepack. |

### Dados
Son un total de 4 dados, 1 para cada palo. Al igual que el resto de los elementos, hay una cara vacía que representa 0 (en algunos juegos), una cara con As de cada palo que representa el 1 (en algunos juegos) y después el resto de las caras van del 2 al 5, con el color del palo el número.
|                                    |
| Dado del palo de Armas, Piecepack. |

|                                      |
| Dado del palo de Coronas, Piecepack. |

|                                    |
| Dado del palo de Soles, Piecepack. |

|                                    |
| Dado del palo de Lunas, Piecepack. |

### Peones
Son un total de 4, uno para cada palo, y representan cada color y palo de Piecepack, el tamaño de cada peón debe ser un cuarto de las losetas para que entre dentro de una cuadrícula de la losetas por detrás, como usan en algunos juegos creados para Piecepack.
|                                    |
| Peón del palo de Armas. Piecepack. |

|                                      |
| Peón del palo de Coronas. Piecepack. |

|                                    |
| Peón del palo de Soles. Piecepack. |

|                                    |
| Peón del palo de Lunas. Piecepack. |

## Ediciones

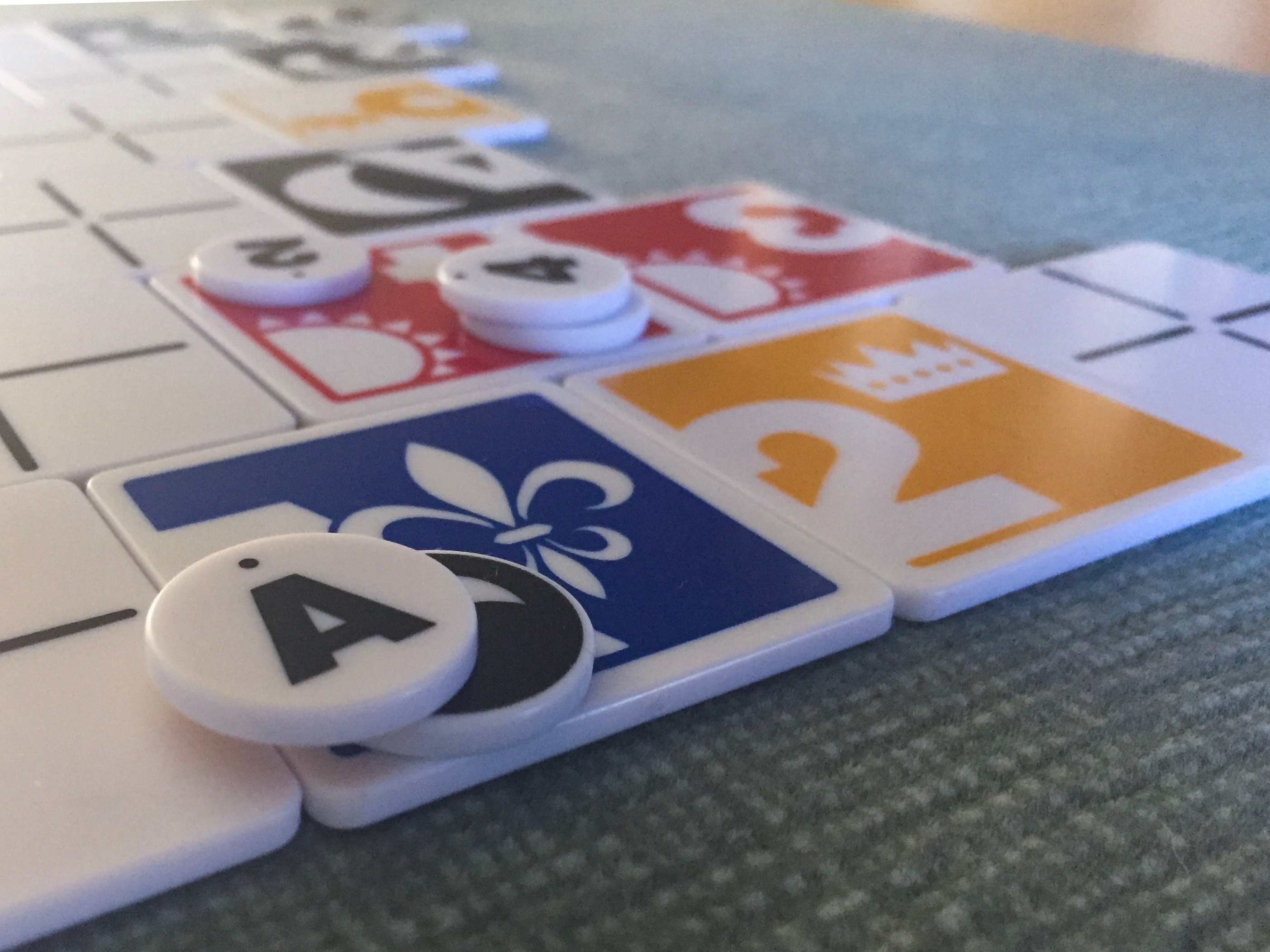
Algunos componentes del juego de mesa The Infinite Board Game

- El libro The Infinite Board Game: Introducing the Amazing Piecepack System, publicado por Workman Publishing Company en 2015, trae 50 de los juegos e incluye las piezas Piecepack, aunque las piezas se desvían de la especificación original, en la ubicación de los marcadores del palo. Esta diferencia hace que ciertos juegos basados en el sistema (por ejemplo, Alien City) no se puedan jugar con la versión de Infinite Boardgame. [9]

### Print & Play
Piecepack al ser de dominio público hay archivos para imprimir los componentes del juego como los que están subidos a Wikicommons:
|                        |
| Hoja del palo de armas |

|                          |
| Hoja del palo de coronas |

|                        |
| Hoja del palo de lunas |

|                        |
| Hoja del palo de soles |

## Expansiones

### HexPack
Es una expansión también de dominio público, que añade losetas hexagonales y monedas triangulares, usando los mismos 4 palos de Piecepack.
Hexpack fue creado por DanielWilcox y NathanMorse. en el año 2008. Lo desarrollaron Hexpack como una expansión para ampliar las posibilidades del sistema modular original, introduciendo las piezas hexagonales como una alternativa a las cuadradas.
Al ser una expansión, se puede usar en los juegos algunos o todos los componentes de PiecePack por esta expansión no tiene ni dados, ni peones adicionales. 

#### Losetas
Hay 6 losetas por cada palo, haciendo un total de 24 losetas. La parte trasera son todas iguales. Y por el frontal van del valor vacío (0), as (1), al ya con número 2 hasta el 5, cada conjunto de los 4 palos dispones.
El color de los números igual al de su palo para cada palo.
A destacar las losetas tiene la marca de palo pequeña en centro en el lado de abajo del hexágono, útil como la marca vertical de las monedas para mostrar una orientación.
Las losetas hexagonales para adaptarse a PiecePack tienen el diámetro del ancho de las losetas cuadradas.

#### Monedas triangulares
Hay 6 monedas triangulares (triángulos equiláteros) por cada palo, con un total de 24 monedas. Donde el símbolo del AS (que es la espiral y no el palo) en algunos juegos es el valor 1 y el vacío (sin nada en parte e la cara) el 0, el resto del 2 al 5, todas en color negro. Todas las monedas son comparten el mismo diseño por el lado de la cara y por la cruz es cada palo de Piecepack.
Además las monedas tienen una marca vertical (en el norte o la posición 12 horas) en la cara que ayuda a orientar las monedas cuando son usadas en algunos juegos.
Y por la cruz también tiene una marca vertical (al contrario que Piecepack también esta en la posición norte o la posición 12 horas) también.
El tamaño de las monedas debe ser un sexto de las losetas, porque en algunos juegos se colocan como si fueran fichas dentro de los triángulos equiláteros que forma el hexágono de la loseta.

#### Print & Play
HexPack al ser también de dominio público hay archivos para imprimir los componentes del juego como los que están subidos a Wikicommons:
|                        |
| Hoja del palo de armas |

|                          |
| Hoja del palo de coronas |

|                        |
| Hoja del palo de lunas |

|                        |
| Hoja del palo de soles |

### CardPack
CardPack también de dominio público lleva el sistema a cartas.
Son 4 palos (armas, soles, lunas y coronas) para las cartas. Y las cartas van del valor vacío o 0, AS, 2, 3, 4, 5, como PiecePack.
Además hay las cartas adicionales parecidas a la carta del Joker en poker donde una son los 5 valores de cartas y otra los 5 palos.

#### Print & Play
CardPack al ser también de dominio público hay archivos para imprimir los componentes del juego como los que están subidos a Wikicommons:
|                        |
| Hoja del palo de armas |

|                          |
| Hoja del palo de coronas |

|                        |
| Hoja del palo de lunas |

|                        |
| Hoja del palo de soles |

|                      |
| Hoja de otras cartas |

|                                   |
| Hoja del reversos para las cartas |

### Matchsticks
Expansión creada por Dan Burkey en 2018 de dominio público que añade 144 piezas con formato de palito alargado o cerilla.
El motivo de esta expansión es aportar piezas para crear juegos por ejemplo que impliquen caminos, murallas u otros elementos.
Las 144 piezas se desglosan en:
- 4 palos de PiecePack (armas, soles, lunas y coronas).
- 6 tamaños que equivale a los 6 valores (vacío o 0, AS, 2, 3, 4, 5).
- Y de esas 6 para cada palo, se tienen 6 veces como 6 losetas tiene el PiecePack, entonces hay 36 piezas por palo.

El diseño, es en el centro de cada palito es el número con lo 6 valores de PiecePack (vacío o 0, AS, 2, 3, 4, 5). Y en cada palito el símbolo del palo en el extremo superior. Lo que ayuda el a poder darle orientación N-S a los palitos con el símbolo del palo.
Las medidas, es:
- vacío o 0, equivale a un cuadrado o punto
- AS, es de tamaño la mitad del lado de la loseta
- 2, es de tamaño la diagonal de un cuadrado de los 4 que tiene una loseta.
- 3, es del tamaño de la diagonal que hace el rectángulo de dos cuadrados en fila de los 4 que tiene una loseta.
- 4, es del tamaño del lado completo de la loseta.
- 5, es del tamaño de la diagonal completa de esquina a esquina de la loseta.

#### Print & Play
Matchsticks al ser también de dominio público hay archivos para imprimir los componentes del juego como los que están subidos a Wikicommons:
|                                                                                             |
| Todas las 144 piezas, de la expansión Matchsticks para sistema Piecepack, en tamaño DIN A4. |

| |
| Ejemplos de uso y comparación de tamaño de las piezas de la expansión "PiecePack Matchsticks" sobre las losetas de Piecepack. |

### AcesPack
Expansión creada por Miguel de Dios Matías en 2025 de dominio público que añade palo de ases.
El motivo de esta expansión es aportar dos cosas:
- añadir el palo de Ases usando el símbolo de As Piecepack
- añadir otro palo también de Ases pero donde sus componentes en vez de ser los 6 valores numéricos (de vacío, as, 2 - 5) son los palos de Piecepack (vacío, as, armas, coronas, lunas, soles).

Aumentando las posibilidades para juegos que se necesita, o 5 palos o tener los palos al azar (por ejemplo usando el dado compuesto de palos de AcesPack).
Además esta expansión aplica esta lógica dentro de ella a las otras expansiones de Piecepack, como HexPack, CardPack, Matchsticks añadiendo sus correspondientes componentes de Ases. Añadiendo los dos palos de Ases, el numérico y el de palos.
La excepción es CardPack que no añade el palo compuesto de cartas con los otros símbolos de Piecepack porque ya existe previamente en esta expansión como Ases de cada palo.
El color del palo de Ases es negro, pero como coincide con el color del palo de Lunas, se puede sustituir por blanco como así se hace en las piezas de la expansión Matchsticks.

#### Print & Play
AcesPack al ser también de dominio público hay archivos para imprimir los componentes del juego como los que están subidos a Wikicommons:
|                                                                                         |
| Las piezas, monedas, dado y peón del palo de ases (parte de números), en tamaño DIN A4. |

|                                                                                       |
| Las piezas, monedas, dado y peón del palo de ases (parte de palos), en tamaño DIN A4. |

| |
| Las losetas hexagonales y monedas triangulares del palo de ases (parte de números), en tamaño DIN A4. |

| |
| Las losetas hexagonales y monedas triangulares del palo de ases (parte de palos), en tamaño DIN A4. |

|                                                          |
| Cartas del palo de Ases para CardPark, en tamaño DIN A4. |

| |
| Cartas variadas para CardPark, dentro de la expansión AcesPack para sistema Piecepack, en tamaño DIN A4. |

| |
| Todas las 72 piezas, de la expansión AcesPack dentro la expansión Matchsticks para sistema Piecepack, en tamaño DIN A4. |

### Mystique Deck
Baraja de cartas diseñada para usar los mismos 4 palos (soles, lunas, brazos y coronas), para compatibilidad con el sistema Piecepack. 